# Scléroderme domestique
Sclerodermus domesticus
Espèce
Le scléroderme domestique (Scleroderma domesticum ou Sclerodermus domesticus) est un petit insecte de l'ordre des hyménoptères, de la famille des Bethylidae.

## Description
Cet insecte mesure quelques millimètres de longueur, son corps est noir, sa tête brune.
La séparation entre le thorax et l'abdomen est particulièrement marquée. Au bout de ce dernier il y a un dard. Seul le mâle est ailé.

## Habitat et comportement
Cet insecte vit dans les climats méditerranéens comme le Sud de la France.
Il parasite des coléoptères xylophages comme la vrillette et par conséquent peut se trouver dans des habitations ayant un chauffage au bois ou présentant des meubles ou bois anciens. On le trouve également dans les vieux livres ou même dans du linge plié.
Cet insecte a un comportement assez agressif. Il n'est pas rare qu'il pique les humains durant leur sommeil. Son venin donne des cloques et rougeurs désagréables.
Son venin, comme celui de l'abeille ou de la guêpe, est décomposé par la chaleur ; en cas de piqûre on peut approcher la braise d'une cigarette d'un ou deux millimètres, pas trop longtemps pour ne pas provoquer de brûlure mais c'est très efficace.